# Тютюнник Василь Савич
Василь Савович Тютюнник (7 квітня 1860, Недригайлів — 24 травня 1924, Москва) — російський оперний співак (бас), режисер і вокальний педагог.

## Біографія
Народився 24 березня [7 квітня] 1860 року у містечку Недригайлові (нині селище Роменського району Сумської області України). Батько співака, В. В. Тютюнник (1905—1985), у 1948—1959 був солістом (бас) Великого театру).
Закінчивши гімназію в місті Самарі, виїхав до Москви. У 1881—1886 рр. — студент Московської консерваторії: почав навчання грі на скрипці, потім перейшов у вокальний клас; педагоги Л. Казаті, Дж. Гальвані, з 1883 — Ф. П. Коміссаржевський, педагог по сценічній майстерності І. Самарін. Закінчив консерваторію з великою срібною медаллю.
У роки навчання виступав в учнівських виставах та концертах.
Відразу після закінчення Московської консерваторії прийнятий до Петербурзького імператорського Маріїнського театру.
У 1886—1888 рр. — соліст петербурзького Маріїнського театру.
Одночасно брав участь у виставах Італійської опери при імператорських театрах у Петербурзі.
У 1888—1912 рр. — соліст московського Великого театру. На цій же сцені виступив і як режисер оперних вистав. У 1903—1910 роках — виконувач обов'язків головного режисера московського Великого театру, змінивши А. І. Барцала, а в 1911 р. на цю посаду заступив В. П. Шкафер.
У 1912 році співак покинув сцену Великого театру; прощальний бенефіс співака відбувся в партії Папагено — «Чарівна флейта» В. А. Моцарта. Ця опера у Великому театрі прозвучала вперше у 1889 році, коли молодий співак Василь Тютюнник виступив саме в цій партії.
В останні місяці своєї роботи на сцені Великого театру, а також вже пішовши звідти, у 1911—1917 рр. Василь Савич брав активну участь в організації загальнодоступних вистав у московському Грузинському і Сергіївському Народних будинках, де поставив кілька оперних вистав, серед яких-опери «Життя за царя», «Зрада» та інші. 
У 1917—1924 рр. — режисер у Вокальній студії ім. П. Чайковського.
Пружанський А. М. зазначав: «Володів невеликим гнучким голосом широкого діапазону. Виконання відрізнялося тонкої фразировкою і відчуттям стилю. Акторське обдарування співака проявилося в гострохарактерних ролях».
Співак похований на Ваганьковському кладовищі Москви.

## Концертна діяльність
Співав під управлінням У. В. Авранека, В. К. Альтані, А. С. Аренського, Е. Ф. Направника, В. І. Сука.
У 1888 році виконав сольну партію в кантаті «На смерть імператора Йосифа I» Л. Бетховена.
7 березня 1893 року виконав партію Сатани з музики Е. Ф. Направника до драматичної поеми «Дон Жуан» А. Толстого.
З 1906 року виступав у концертах Гуртка любителів російської музики з виконанням романсів А. Даргомижського, М. Мусоргського, М. Балакірєва, А. Рубінштейна. В репертуарі співака були твори М. Глінки, О. Даргомижського, П. Чайковського.
У другій половині 1880-х рр. В. Тютюнник співав у московському будинку А. Чехова на Якиманці.
Вацлав Сук присвятив співакові свій романс «Мовчи» (op. 18 № 1, 1911).

## Оперні партії
- 1882 — «Дон Жуан» В. А. Моцарта — Лепорелло
- 1889 — «Волшебная флейта» В. А. Моцарта Папагено (впервые в Большом театре)
- 1890 — «Чародейка» П. Чайковского — Мамыров (впервые в Большом театре; одна из лучших его партий),
- 1890 — «Сон на Волге» А. С. Аренского — Мизгирь (первый исполнитель)
- 1891 — «Марта, или Ричмондский рынок» Ф. Флотова — Лорд Тристан
- 1892 — «Ролла» А. Симона — Шут при дворе сенатора Коста (первый исполнитель)
- 1895 — «Тушинцы» П. Бларамберга — Сеитов (первый исполнитель)
- 1895 — «Дубровский» Э. Направника — Заседатель (впервые в Большом театре)
- 1896 — «Федул с детьми» В. Мартин-и-Солера и В. Пашкевича — Фотяша (впервые в Большом театре)
- 1898 — «Князь Игорь» А. Бородина — Скула (впервые в Большом театре)
- 1898 — «Ночь перед Рождеством» Н. Римского-Корсакова — Пацюк (впервые в Большом театре) и позже Панас
- 1899 — «Забава Путятишна» М. Иванова — Турухан (первый исполнитель)
- 1900 — «Ледяной дом» А. Корещенко — Зуда (первый исполнитель)
- 1901 — «Сын мандарина» Ц. Кюи — Зай-Санга (впервые в Большом театре)
- 1901 — «Борис Годунов» М. Мусоргского, ред. Н. Римского-Корсакова — Пристав (впервые в Большом театре)
- 1904 — «Вертер» Ж. Массне — Судья (впервые в Большом театре)
- 1905 — «Пан воевода» Н. Римского-Корсакова — Дзюба (впервые в Большом театре)
- 1909 — «Зимняя сказка» К. Гольдмарка — Коробейник (впервые на русской сцене)
- «Руслан и Людмила» М. Глинки — Фарлаф
- «Русалка» А. Даргомыжского — Мельник
- «Борис Годунов» М. Мусоргского — Варлаам
- «Евгений Онегин» П. Чайковского — Зарецкий
- «Мазепа» П. Чайковского — Орлик
- «Черевички» П. Чайковского — Бес
- «Пиковая дама» П. Чайковского — Князь Елецкий и Граф Томский
- «Гугеноты» Дж. Мейербера — Граф де Сен-Бри
- «Фауст» Ш. Гуно — Мефистофель
- «Риголетто» Дж. Верди — Спарафучиле
- «Демон» А. Рубинштейна — Князь Гудал
- «Маккавеи» А. Рубинштейна — Симей
- «Вражья сила» А. Серова — Ерёмка
- «Юдифь» А. Серова — Асфанез
- «Снегурочка» Н. Римского-Корсакова — Бермята
- «Майская ночь» Н. Римского-Корсакова — Писарь
- «Гарольд» Э. Направника — Ордгард
- «Свадьба Фигаро» В. А. Моцарта — Бартоло
- «Вольный стрелок» К. М. Вебера — Куно
- «Фра-Дьяволо, или Гостиница в Террачине» Д. Обера — Джакомо
- «Кармен» Ж. Бизе — Цунига
- «Генрих VIII» К. Сен-Санса — Граф Норфолк
- «Севильский цирюльник» Дж. Россини — Дон Бартоло
- «Вильгельм Телль» Дж. Россини — Геслер
- «Аида» Дж. Верди — Рамфис

## Постановки в Большом театре
- 1901 — «Бенкет під час чуми» Ц. Кюї (перша постановка)
- 1901 — «Моцарт і Сальєрі» М. Римського-Корсакова (вперше у Великому театрі)
- 1901 — «Син мандарина» Ц. Кюї (вперше у Великому театрі)

## Преподавательская работа
У 1891—1901 рр. викладав у Синодальному училищі.
У 1910—1920 (або з 1890-х рр. до 1924) роках — у московському Музично-драматичному училищі В. Ю. Зограф-Плаксіної (професор, вів класи сольного співу та вокального ансамблю).
У 1920—1924 пп. — у Московській консерваторії (професор, у 1920—1922 рр. — декан факультету).
Серед його учнів: А. С. Пирогов, В. М. Скобцов, Д. Ф. Тархов, В. В. Тютюнник.

## Твори
- Теорія і техніка співу (1920—1923, рукопис, місцезнаходження невідомо)
- Автобіографія // Приватний архів В. Лисенко (Київ).

## Виноски
1. ↑  За деякими джерелами народився в Самарі[1])